# Касълфорд (Западен Йоркшър)
Касълфорд (на английски: Castleford) е град в община Уейкфийлд, област Западен Йоркшър – Англия. Населението на града към 2001 година е 37 525 жители.

## География
Касълфорд е разположен в източната част на графството по южния бряг на река Ейри, точно на мястото където тя се събира с река Колдър. Градът е единия от т.нар. „пет града“ – група от пет селища разположени близко едно до друго, които се очаква, в близките десетилетия, да образуват обща урбанизирана територия. Другите четири градчета от групата са: Понтифракт, Фийдърстоун, Нотингли и Нормантън. Общинският център Уейкфийлд се намира на около 11 километра в югозападна посока.
В непосредствена близост, южно от града, преминава Магистрала М62 по направлението изток-запад (Хъл-Лийдс-Манчестър-Ливърпул).

## Демография
Изменение на населението на града за период от две десетилетия 1981 – 2001 година:
| година    | 1981   | 1991   | 2001   |
| --------- | ------ | ------ | ------ |
| население | 39 308 | 38 536 | 37 525 |